# Wodzianka

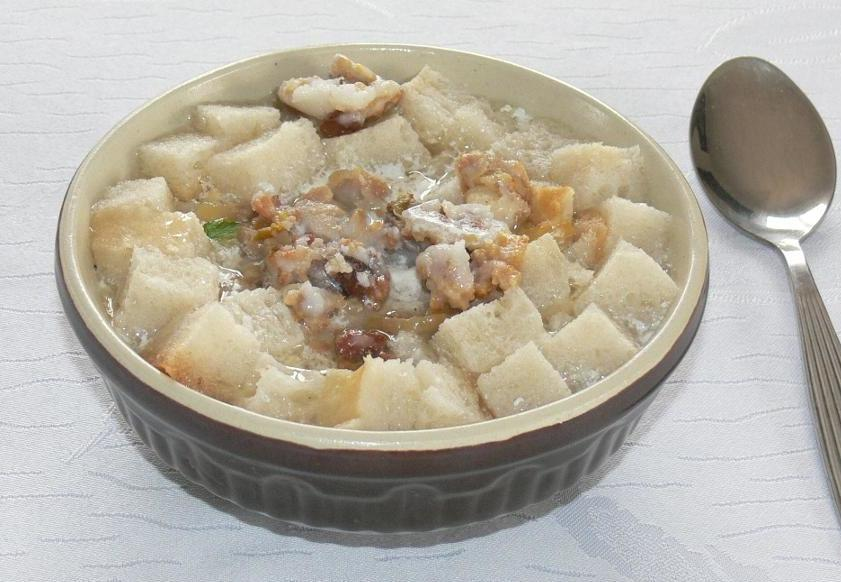
„Kapłonek (wodzianka) z Gałkowa”

Wodzianka – prosta zupa znana na Śląsku i w Polsce Środkowej. Wodzianka występuje w wielu odmianach, ale w każdej podstawą są chleb i wrzątek. Maciej E. Halbański w swoim Leksykonie sztuki kulinarnej podał następującą definicję wodzianki: zupa przyrządzona z czerstwego chleba pokrajanego w kostkę, zalanego wrzątkiem, z dodatkiem roztartego z solą czosnku i tłuszczu, najlepiej smalcu ze skwarkami.
Jak podaje Wielki słownik języka polskiego PAN, nazwa „wodzionka” ma przeważnie charakter potoczny, jest jednocześnie często używana przez osoby zaznajomione ze śląską kulturą w celu podkreślenia śląskiego pochodzenia potrawy.

## Śląsk
Wodzionka/wodzianka (śl. wodźůnka), inaczej sznelka (z niem. schnell = szybko, prędko), snelka, kura górnicza  albo brotzupa (z niem. Brotsuppe) stanowiła dawniej jedno z podstawowych dań śląskiej kuchni.
Wodzionkę przyrządza się z czerstwego chleba, roztartego czosnku, czasem też cebuli i pietruszki, oraz tłuszczu zwierzęcego (masła, smalcu lub słoniny, niekiedy też śmietany). Dawniej wykorzystywano też łój wołowy lub sadło. Składniki, po rozdrobnieniu, zalewane są wrzątkiem, najczęściej bezpośrednio w naczyniu (talerzu), z którego zupę się spożywa. Współcześnie wodzianka bywa doprawiana przyprawami typu Maggi, co zostało odnotowane w specyfikacji wpisanej na Listę produktów tradycyjnych wodzionki z województwa opolskiego.
Popularność wodzionki wiąże się z tradycją niewyrzucania a wykorzystywania każdego czerstwego pieczywa – symbolizowała śląską skromność oraz oszczędność. Była bardzo popularnym daniem, spożywanym na co dzień, o różnych porach dnia, w rodzinach o różnym statusie materialnym. Późną jesienią i zimą jadało się ją często na śniadanie. Była też popularnym daniem postnym. W XIX i na początku XX wieku uchodziła za synonim śląskiej biedy.
Śląskie wodzianki wpisane na Listę produktów tradycyjnych prowadzoną przez polskie Ministerstwo Rolnictwa i Rozwoju Wsi:
- „Wodzionka” (woj. opolskie) wpisana 6 lutego 2007[5].
- „Wodzionka / wodzianka” (woj. śląskie) wpisana 15 lutego 2007[1].

W dniu 15 lipca 2010 roku śląski zespół FEET opublikował w serwisie YouTube utwór zatytułowany „Wodzionka”. Klip doczekał się prawie 3,577 mln wyświetleń (stan na 3 marca 2025 roku). Tekst piosenki (po śląsku) zawiera w sobie przepis na przygotowanie zupy.

## Polska Środkowa
W Polsce Środkowej wodzianka znana była też jako kapłonek. Inne, podobne nazwy to: kapłon (w Łęczyckiem), kapłun (w Łowickiem) i kapłanek (w Łowickiem). W niektórych regionach Polski nazywana była rosołem na siekierze. W Brzezińskiem zwana była ślepym rosołem względnie rosopitkiem, w Łowickiem i na innych terenach Polski Środkowej rosołkiem lub gapim rosołem.
Kapłonek (wodzianka) jest przykładem zup gotowanych z najtańszych i najłatwiej dostępnych składników, popularnych w czasach ogólnie panującej biedy. Był codzienną potrawą jadaną w Polsce Środkowej, często na śniadanie. W czasie postu spożywano wodziankę nieokraszoną słoniną czy skwarkami.
26 stycznia 2009 produkt o nazwie „Kapłonek (wodzianka) z Gałkowa” został wpisany na polską Listę produktów tradycyjnych. Produkt wytwarzany jest w miejscowości Gałków Duży w gminie Koluszki. Była to potrawa ubogich na przednówku, stąd tradycyjna receptura jest skromna. Według oficjalnej charakterystyki „kapłonek (wodzianka) z Gałkowa” jest gęstą, zawiesistą, słodko-kwaśną zupą z czerstwego chleba ze skwarkami. Tradycyjnie gotuje się ją na skórce słoniny, z liściem laurowym, włoszczyzną lub kminkiem. Zastosowanie czerstwego chleba żytniego z dobrze wypieczoną skórką nadaje potrawie charakterystyczny aromat i lekko kwaskowy smak. Dodatkowo zupę zabiela się śmietaną. Potrawę przyprawia się jedynie solą i pieprzem.